# Ivan Zajtsev

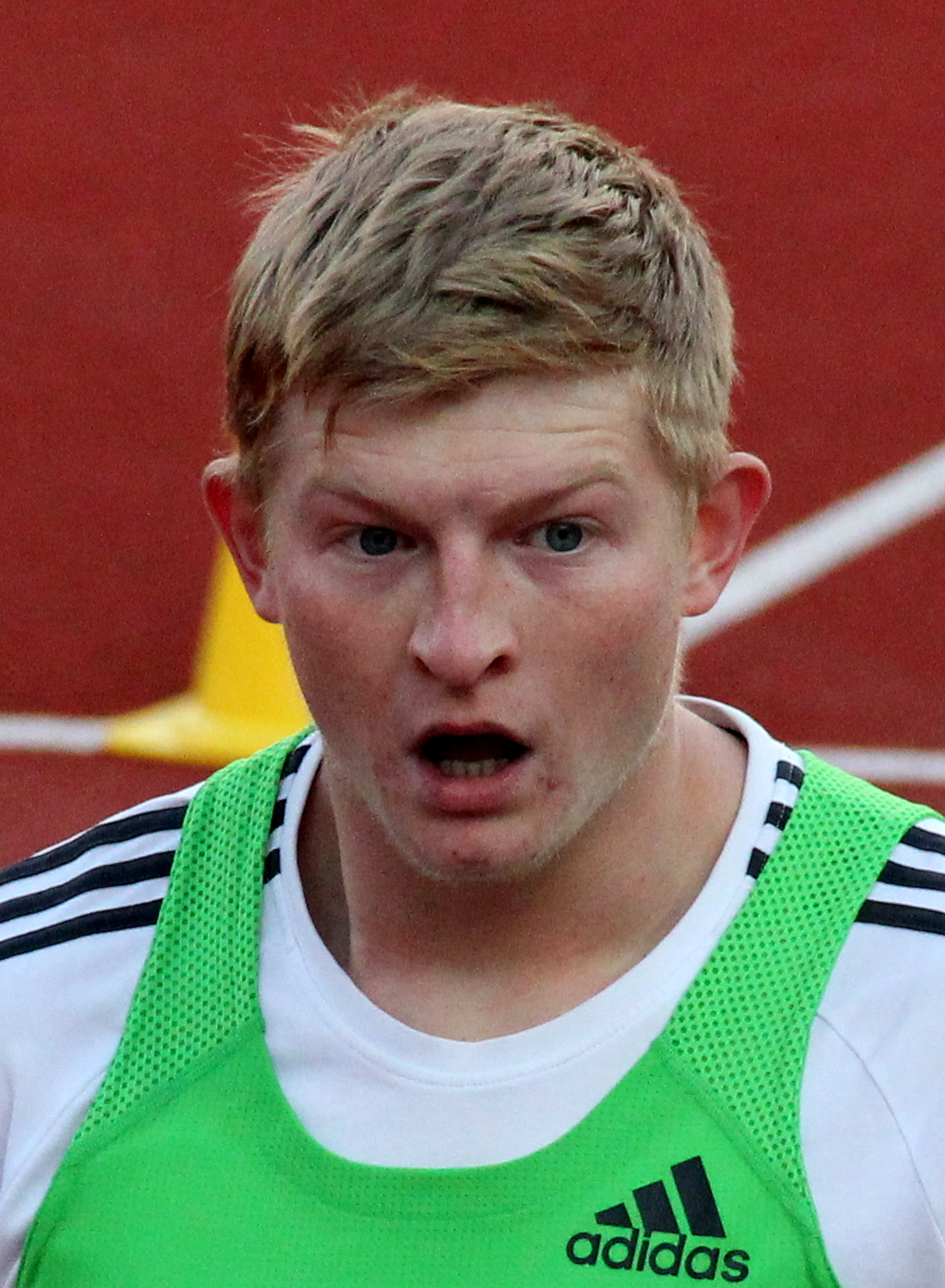
Ivan Zajtsev vid Bislett Games 2012.

Ivan Zajtsev, född 7 november 1988 i Tasjkent, är en uzbekisk spjutkastare.
Zajtsev representerade sitt hemland vid de olympiska sommarspelen 2012 i London. Han deltog i herrarnas spjutkval där han slutade på 36:e plats med ett kast på 73,94 meter.